# Nationale 7 (film)
Pour les articles homonymes, voir Nationale 7.
Pour plus de détails, voir Fiche technique et Distribution.
Nationale 7 est un film français réalisé par Jean-Pierre Sinapi dans la collection Petites caméras initiée par Arte, sorti le 6 décembre 2000.

## Synopsis
René, myopathe acariâtre et rebelle d'une cinquantaine d'années vit dans un foyer de la région toulonnaise. Julie, jeune éducatrice spécialisée, devient sa référente. René est très agressif avec elle, mais Julie ne se laisse pas faire. René lui avoue alors qu'il n'a qu'une obsession : faire encore l'amour avant que la maladie ne rende cela impossible. Julie va alors tout mettre en œuvre pour permettre à René d'avoir des relations sexuelles avec une prostituée, même si l'institution va se montrer réticente.

## Fiche technique
- Titre : Nationale 7
- Réalisation : Jean-Pierre Sinapi
- Scénario : Jean-Pierre Sinapi et Anne-Marie Catois
- Production : Pierre Chevalier et Jacques Fansten
- Musique : François Bernheim
- Photographie : Jean-Paul Meurisse
- Montage : Catherine Schwartz
- Pays d'origine :  France
- Format : couleurs - 1,66:1 - Dolby Digital - DV
- Durée : 90 minutes
- Date de sortie : 6 décembre 2000

## Distribution
- Nadia Kaci : Julie
- Olivier Gourmet : René
- Lionel Abelanski : Roland
- Chantal Neuwirth : Sandrine
- Gérald Thomassin : Jean-Louis
- Saïd Taghmaoui : Rabah
- Nadine Marcovici : Florèle
- Julien Boisselier : Jacques, le psy
- Isabelle Mazin : Solange
- Jean-Claude Frissung : Le directeur
- François Sinapi : Père Gilbert
- Franck Desmaroux : François
- Manuela Gourary : une prostituée
- Gilia Pallas : la femme en colère
- Jacques Bondoux : Christian
- Dominique Lamure : Le médecin
- Nicolas Lecuyot : Fabrice
- Karine Leparquier : Cécile
- Stéphane Sinquin : Jean-Charles
- Valérie Crinière : le cuisinier
- Costanzo Sinapi : le vieil homme

## Distinctions
- Prix du public au Festival de Berlin 2000
- Prix du public au Festival Cinématographique d'Automne de Gardanne, 2000
- Prix FIPRESCI et Satyajit Ray au London Film Festival 2000
- Prix du public au San Sebastián International Film Festival 2000